# 竹中繁雄
竹中 繁雄（たけなか しげお、1941年（昭和16年） - ）は、日本の外交官。法務省入国管理局長やトルコ駐箚特命全権大使を務めた。

## 人物
東京出身。東京都立小山台高等学校を経て、1965年に一橋大学法学部を卒業し、外務省入省。外務省では主にアジア外交にたずわる。
在大韓民国日本国大使館参事官・広報官室長を務めていた1986年9月17日に、ソウル市鍾路区雲泥洞にあった日本文化センター（日本大使館広報官室）の竹中の室長室が、中曽根康弘（総理大臣）の訪韓反対を主張するナイフを持った高麗大学校と韓国外国語大学校の学生5人に襲撃された。学生らは、竹中の要請でかけつけた警察官に取り押さえられたが、日本大使館が直接の標的となったことから、関係者に大きな衝撃を与えた。
1988年カンボジア臨時代理大使として、ノロドム・ラナリットと面会し、大統領辞意表明を出したノロドム・シハヌークを日本は支持することを伝えた。
1992年に開催された第8回日朝国交正常化交渉の副団長協議に、アジア局審議官として出席。
1997年に法務省入国管理局長に。入管局長時代には、在日外国人の一般永住者資格を付与するための在留年限を20年から10年に短縮した。
のち、在トルコ特命全権大使を経て、2004年退官。その後、アジア生産性機構 (APO) の事務総長に就任。
2016年11月、瑞宝中綬章受章。

## 略歴
- 1941年 東京都生まれ[1]
- 1960年3月 東京都立小山台高等学校卒業[2]
- 1964年9月 外務公務員採用上級試験合格
- 1965年3月 一橋大学法学部卒業[3]
- 1965年4月 外務省入省[3]
- 1980年8月 外務大臣官房総務課企画官兼査察室長
- 1981年8月 欧亜局大洋州課長
- 1983年4月 外務公務員採用上級試験委員
- 1983年8月 外務大臣官房調査企画部企画課長
- 1984年7月 在大韓民国日本国大使館参事官
- 1987年7月 在タイ日本国大使館参事官兼在カンボディア日本国大使館参事官
- 1989年7月 外務大臣官房外務参事官（報道、広報担当）[1]
- 1991年1月 外務大臣官房審議官兼アジア局[1]、政府委員
- 1991年2月 日中漁業共同委員会委員、日韓漁業共同委員会委員、日韓大陸棚共同委員会委員
- 1993年3月 在バングラデシュ特命全権大使[2]
- 1996年9月 金属鉱業事業団理事[1]
- 1997年12月 法務省入国管理局長[2]
- 1999年8月 外務大臣官房付
- 1999年8月 在トルコ国特命全権大使[2]
- 2003年8月 特命全権大使（査察担当）[1]
- 2004年8月 退官[1]
- 2004年9月 アジア生産性機構事務総長[2]
- 2010年 任期満了退任
- 2016年 瑞宝中綬章受章、通訳案内士

## 同期
- 加藤良三（駐米大使・外務審議官・総合外交政策局長・アジア局長・プロ野球コミッショナー）
- 折田正樹（駐英大使・北米局長・条約局長）
- 茂田宏（テロ対策担当大使・駐イスラエル大使）
- 津守滋（00年駐ミャンマー大使・98年駐クウェート大使）
- 田中克之（駐メキシコ大使・中南米局長）
- 木谷隆（駐ペルー大使）
- 小西正樹（駐マレーシア大使・国連大使）
- 佐藤裕美（駐コートジボワール大使）
- 佐々木高久（駐ナイジェリア大使）
- 朝海和夫（欧州連合大使・国際社会協力部長）
- 河村武和（欧州連合大使・儀典長）
- 内田富夫（00年駐スウェーデン大使・95年駐シリア大使）
- 松井啓（01年駐ナイジェリア大使・98年駐ブルガリア大使・93年初代駐カザフスタン大使）